# Goljevica
Goljevica – wieś w Słowenii, w gminie Kanal ob Soči. W 2018 roku liczyła 37 mieszkańców.